# Sicule (dialecte)
Pour les articles homonymes, voir Sicule.
Le sicule (en hongrois : székely, [ˈseːkɛj]) est un dialecte du hongrois parlé en Roumanie (Transylvanie et Bucovine).